# لوتوس ترفل گدانسک

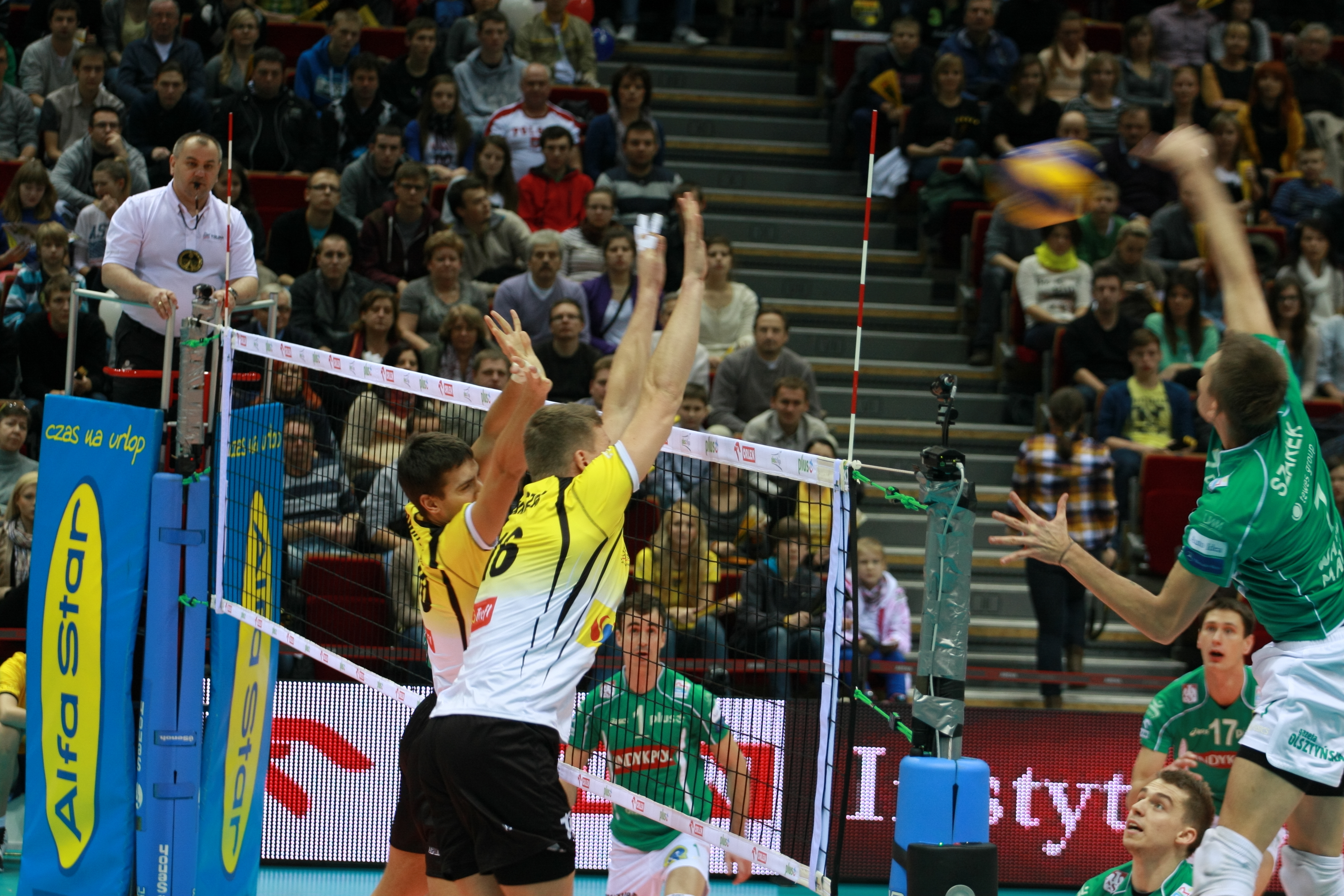
تیم لوتوس ترفل گدانسک با لباس زرد و سفید

لوتوس ترفل گدانسک (لهستانی: Lotos Trefl Gdańsk) یک باشگاه والیبال مستقر در گدانسک لهستان است. این تیم در حال حاضر در پلوس لیگا حضور دارد. باشگاه لوتوس ترفل در سال ۲۰۰۵ تأسیس شد، ورزشگاه این باشگاه که بازی‌های خانگی این تیم در آن برگزار می‌شود ارگو آرنا می‌باشد. تیم لوتوس در ۱۵–۲۰۱۴ نایب قهرمان پلوس لیگا شد.